# Jacques d'Welles
Jacques d'Welles (Toulouse, 1883-1970) fue un arquitecto francés, militante de Action française. Se graduó como ingeniero en la École Centrale de París y se diplomó en Bellas Artes, también en París. Para completar su formación, realizó diversos viajes a Italia, Inglaterra, por Francia y a Cataluña. Fue arquitecto municipal de Burdeos, siendo alcalde Adrien Marquet. La familia Welles procede de un pequeño pueblo del Orne, donde sus ancestros eran sus señores écuyers.

## Obras arquitectónicas

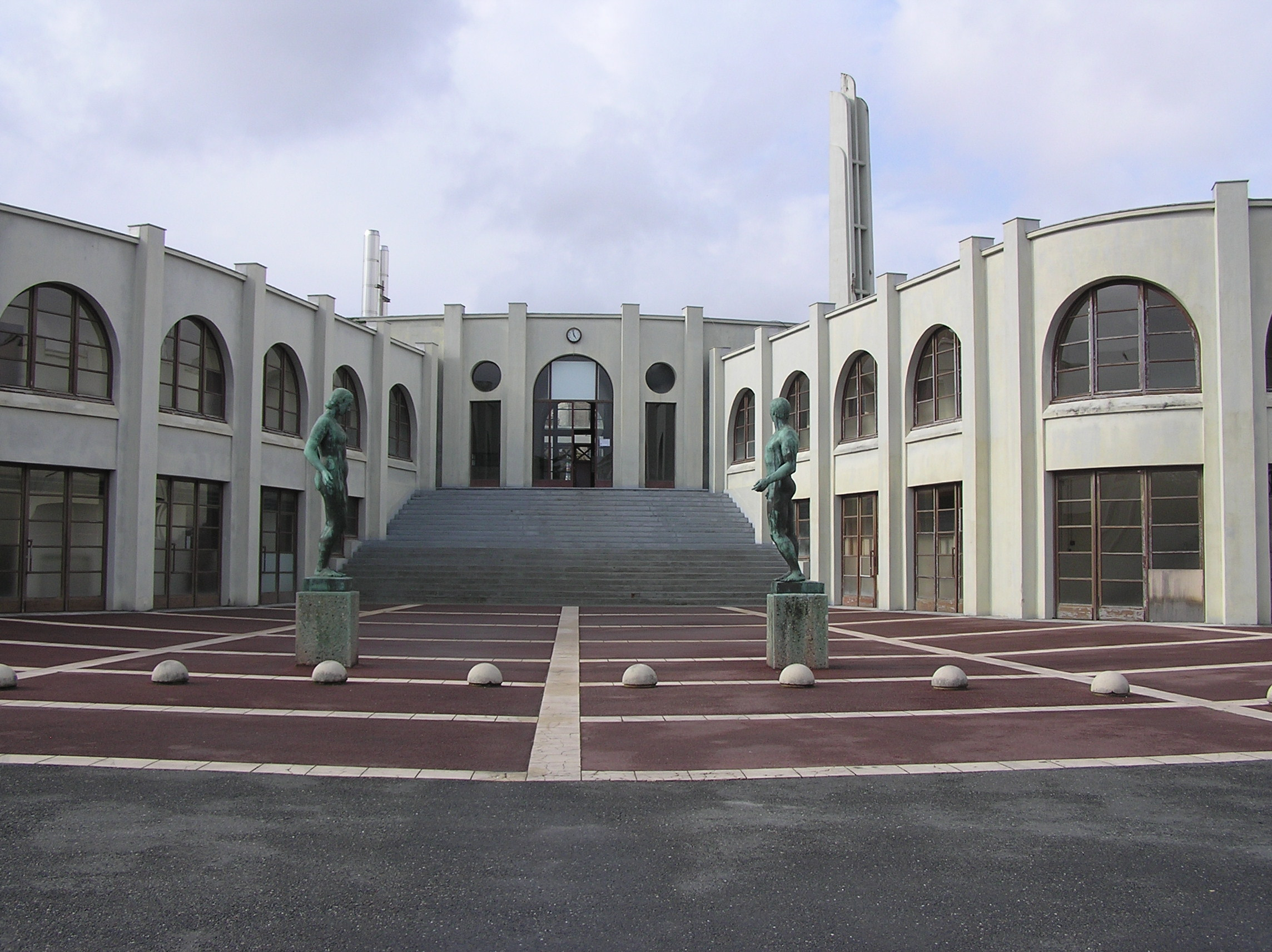
El Stade Lescure inaugurado en 1938.

- La Bourse du Travail de Burdeos, comenzada en 1935 e inaugurada el 1 de mayo de 1938, catalogada como monumento histórico el 25 de junio de 1998. Las intervenciones de numerosos artistas como Jean Dupas y Alfred Janniot hacen de este edificio un destacado ejemplo de la arquitectura Art deco bordelesa
- El Stade Jacques Chaban-Delmas o Parc Lescure, junto con el arquitecto Raoul Jurde, inaugurado el 12 de junio de 1938
- Los baños del Barrio de La Bastide. El porche de la entrada presenta un mosaico constituido por un juego geométrico de baldosas marrones, rojas y blancas, y que rodean la puerta de entrada con hierro forjado
- Monumento a Calixte Camelle, empresario y teniente de alcalde de Burdeos